# 白顶䳭

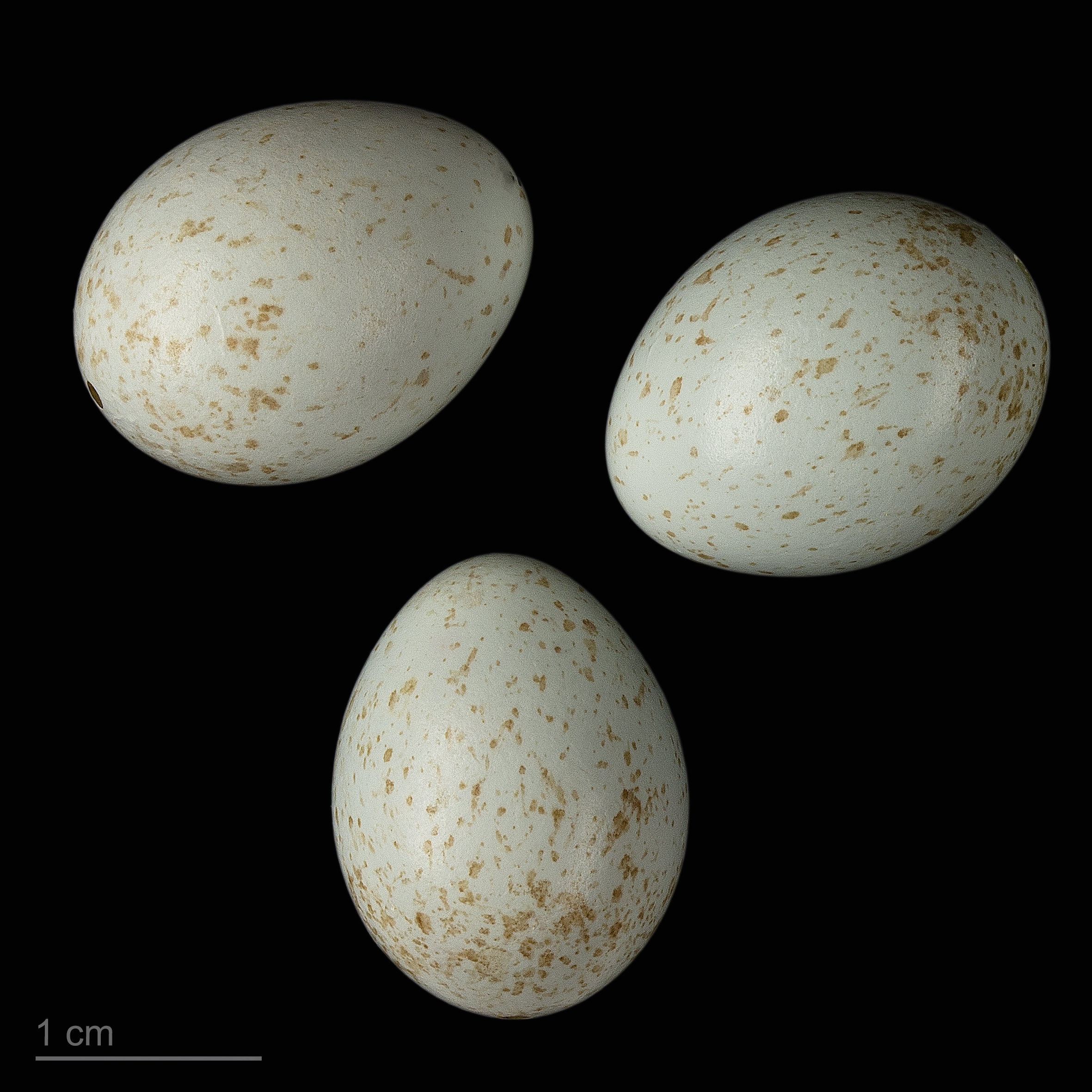
卵 Oenanthe pleschanka

，是雀形目鹟科的一种鸟类。

## 特征
白顶䳭体重约19.36克，翼长约92.8毫米，嘴峰长约16.4毫米，喙宽度约3.2毫米，喙厚度约3.5毫米，跗蹠长约22.6毫米，尾长约60.4毫米。白顶䳭是候鸟，其栖息在开放的岩石之上，食性为肉食性，主要食物来源是陆生无脊椎动物。

## 分布
多石的欧亚大陆中南部；在阿拉伯和伊朗至非洲东北部越冬。